# 首爾沒有我們家
《首爾沒有我們家》（韓語：서울엔 우리집이 없다），為韓國JTBC電視台於2020年推出的綜藝節目，由李壽根、宋恩伊、鄭尚勳、成始璄、朴河宣共同主持，重新思索被忘記的“家”的本質，尋找各自心中珍藏的夢想之家，觀察離開找房最高難度的首爾、到韓國各地實現夢想而生活的人們的家，分享多樣人生故事。

## 節目主題
- 《首爾沒有我們家》由《拜託了冰箱》《最近的孩子們》李昌宇PD和《拜託了冰箱》《精算會談》的金率PD共同導演。
- 不知何時開始，家變成投資目的，不是住（Live）的空間，而是成爲買（Buy）的對象。但是我們心裏都有小時候想象過的“我的家”、家族的希望之家、總有一天住一次試試的房子等夢想。[4]

## 固定出演
- 李壽根
- 宋恩伊
- 鄭尚勳
- 成始璄
- 朴河宣

## 外部連結
- 首爾沒有我們家 官方網站 
- NAVER上《首爾沒有我們家》的資料
- Daum上《首爾沒有我們家》的資料